# Heinrich Mollenhauer
Heinrich Mollenhauer, född 1825 i Erfurt, var en cellist vid Kungliga hovkapellet.

## Biografi
Heinrich Mollenhauer föddes 1825 i Erfurt. Han anställdes den 1 november 1852 som cellist vid Kungliga hovkapellet i Stockholm och slutade den 1 april 1855. Mollenhauser anställdes sedan vid Stadsteatern i Hamburg.